# ويليام جاي ريتشاردسون
ويليام جاي ريتشاردسون (بالإنجليزية: William J. Richardson)‏ هو فيلسوف أمريكي، ولد في 2 نوفمبر 1920، وتوفي في 10 ديسمبر 2016.